# Sara Maldonado
Sara Maldonado Fuentes (Xalapa, Veracruz, 10 de marzo de 1980) es una actriz mexicana. Es conocida por su participación en telenovelas. El 13 de diciembre de 2007, contrajo matrimonio con el productor Billy Rovzar, y cuatro años después, la pareja anunció su separación en febrero de 2011.

## Carrera
Luego de ganar el certamen El rostro de El Heraldo de México Sara debutó como actriz siendo la protagonista de la telenovela mexicana El juego de la vida, en el rol de Lorena Álvarez, junto a Valentino Lanús.
Entre 2002 y 2003, participó en la telenovela juvenil Clase 406, con el personaje de Tatiana del Moral.
En marzo de 2004, fue escogida otra vez para el rol principal de una telenovela, la cual fue en este caso Corazones al límite, siendo el personaje de Diana Antillón de la Reguera, como pareja protagónica junto a Aarón Díaz. A finales del mismo año, decidió darse un pequeño receso, viajó a Canadá y Nueva York a estudiar inglés y actuación.
En 2006, fue escogida nuevamente para ser la protagonista de otra telenovela, en este caso la juvenil de la telenovela Mundo de fieras, en el papel de Paulina.
En 2007, fue elegida para protagonizar Tormenta en el paraíso, al lado de Erick Elías y Ferdinando Valencia. La telenovela fue producida por Juan Osorio, es una historia original de Caridad Bravo Adams basada en una leyenda de la época prehispánica.
En agosto de 2009, apareció por primera vez en topless en la Revista H; a finales del mismo año graba la segunda temporada Capadocia protagonizada por Ana de la Reguera, que se estrenó el 19 de septiembre de 2010.
En 2010, se unió a las filas de Telemundo dónde protagonizó al lado de Eugenio Siller y Jorge Luis Pila, la producción de la cadena Aurora, que se estrenó el 1 de noviembre, y también participó en  La reina del sur. De 2013 a 2014, protagonizó la telenovela Camelia la Texana, por Telemundo.
Formó parte del elenco de la obra teatral El cartero, en la que participó con el papel de Beatriz González.

## Filmografía

### Televisión
| Año           | Título                  | Papel                                                               | Notas                  |
| ------------- | ----------------------- | ------------------------------------------------------------------- | ---------------------- |
| 2001-2002     | El juego de la vida     | Lorena Álvarez                                                      |                        |
| 2002-2003     | Clase 406               | Tatiana Del Moral                                                   |                        |
| 2004          | Corazones al límite     | Diana Antillón de la Reguera                                        |                        |
| 2006-2007     | Mundo de fieras         | Paulina Cervantes-Bravo                                             |                        |
| 2007          | 13 Miedos               | Vanessa                                                             | Episodio: «Vive»       |
| 2007          | El Pantera              | la Monja                                                            |                        |
| 2007-2008     | Tormenta en el paraíso  | Aymar Lazcano Mayu                                                  |                        |
| 2010          | Capadocia               | Monserrat "Monse" Olmos                                             |                        |
| 2010-2011     | Aurora                  | Aurora Ponce de León                                                |                        |
| 2011          | La reina del Sur        | Verónica Cortés                                                     |                        |
| 2011-2012     | El octavo mandamiento   | Camila San Millán                                                   |                        |
| 2014          | Camelia la Texana       | Camelia Pineda "La Texana"                                          |                        |
| 2016-2017     | Perseguidos             | Patricia "La Perrys" Arévalo                                        |                        |
| 2017-2018     | Las malcriadas          | Laura Espinosa Urrutia / Laura González Ruiz / Belén Espinosa Ortiz |                        |
| 2019          | Los elegidos            | Jimena Villegas / Jimena García                                     |                        |
| 2022          | El Galán                | Sofía                                                               |                        |
| 2022          | Mujeres asesinas        | Alejandra                                                           | Episodio: «La condena» |
| 2023          | ¿Qué dicen los famosos? | Ella misma                                                          | Invitada               |
| 2023-presente | Lotería del crimen      | Ariel Aragón                                                        |                        |
| 2024          | ¿Quién es la máscara?   | Orni                                                                | 9° nominada            |

### Videos musicales
| Año  | Tema musical        | Artista      |
| ---- | ------------------- | ------------ |
| 2003 | ¿Quién te dijo eso? | Luis Fonsi   |
| 2009 | Pruébamelo          | Gloria Trevi |